# Comuna de Trzciel
Trzciel (polaco: Gmina Trzciel) é uma gminy (comuna) na Polónia, na voivodia da Lubúsquia e no condado de Międzyrzecki. A sede do condado é a cidade de Trzciel.
De acordo com os censos de 2004, a comuna tem 6348 habitantes, com uma densidade 35,8 hab/km².

## Área
Estende-se por uma área de 177,35 km², incluindo:
- área agrícola: 44%
- área florestal: 45%

## Demografia
Dados de 30 de Junho 2004:
|                      | Total   | Total | Mulheres | Mulheres | Homens  | Homens |
| -------------------- | ------- | ----- | -------- | -------- | ------- | ------ |
|                      | pessoas | %     | pessoas  | %        | pessoas | %      |
| População            | 6348    | 100   | 3201     | 50,4     | 3147    | 49,6   |
| Densidade (pop./km²) | 35,8    | 100   | 18       | 18       | 17,7    | 17,7   |

De acordo com dados de 2002, o rendimento médio per capita ascendia a 1344,44 zł.

## Subdivisões
- Brójce, Chociszewo, Jasieniec, Lutol Mokry, Lutol Suchy, Łagowiec, Panowice, Rybojady, Siercz, Sierczynek, Stary Dwór, Świdwowiec.

## Comunas vizinhas
- Miedzichowo, Międzyrzecz, Pszczew, Szczaniec, Świebodzin, Zbąszynek, Zbąszyń